# Engystomops randi
La rana túngara de Rand (Engystomops randi) es una especie de anfibio anuro de la familia Leptodactylidae.

## Distribución geográfica y hábitat
Es endémica de las provincias de Guayas y El Oro (Ecuador). Su rango altitudinal oscila entre 0 y 150 m s. n. m..